# NGC 382
NGC 382 (другие обозначения — UGC 688, ARP 331, MCG 5-3-52, VV 193, ZWG 501.86, 4ZW 38, KCPG 23A, PGC 3981) — эллиптическая галактика (E) в созвездии Рыбы.
По оценкам, расстояние до Млечного Пути 240 миллионов световых лет, диаметр около 50 000 световых лет.
NGC 382 состоит в группе галактик с NGC 375, NGC 379, NGC 380, NGC 383, NGC 384, NGC 385, NGC 386, NGC 387 и NGC 388. Вместе с 21 другой галактикой она входит в группу NGC 452 (LGG 18).
Halton Arp разделил свой каталог необычных галактик на группы в соответствии с чисто морфологическими критериями. Эта группа галактик относится к классу цепочек галактик.
Здесь была обнаружена сверхновая типа Ia SN 2000dk.
Объект был обнаружен 4 ноября 1850 года ирландским астрономом Биндоном Бладом Стоуни, помощником Уильяма Парсонса.
Этот объект входит в число перечисленных в оригинальной редакции «Нового общего каталога».
Галактика NGC 382 входит в состав группы галактик NGC 452. Помимо NGC 382 в группу также входят ещё 26 галактик.